# Socos (distrito)
Socos é um distrito do peru, departamento de Ayacucho, localizada na província de Huamanga.

## Transporte
O distrito de Socos é servido pela seguinte rodovia:
- PE-28A, que liga o distrito de Ayacucho à cidade de San Clemente (Região de Ica) [1][2][3]